# Оскар Луиджи Скалфаро
О̀скар Луѝджи Ска̀лфаро (на италиански: Oscar Luigi Scalfaro) е италиански политик, 9-и президент на Италия от 28 май 1992 г. до 15 май 1999 г.